# Karel Mušek
Karel Mušek (1. ledna 1867 Praha – 12. listopadu 1924 Praha) byl český divadelní herec, režisér, překladatel a publicista.

## Život
Narodil se v rodině řemenáře Karla Muška a Majdaleny rozené Schubrtové. Jeho strýcem byl herec Antonín Mušek.
Byl členem divadelních společností Elišky Zöllnerové, Josefa Faltyse a dalších. V roce 1889 byl angažován F. A. Šubertem do činohry pražského Národního divadla (pro obor mladých komických rolí), kde působil až do své smrti v roce 1924. Mezi lety 1903–1920 zde byl rovněž režisérem činohry a uvedl přes 80 premiér. V ND vytvořil přes 500 rolí.
Jeho manželkou byla Angličanka Alice Hillstead z Londýna (20. 8. 1870), která sloužila jako domácí vychovatelka v rodině Josefa Šmahy; svatba se konala 1. března 1897, nevěsta musela kvůli sňatku konvertovat k římsko-katolické církvi. Mušek se pustil do anglického jazyka, několikrát navštívil Anglii a seznámil se i s G. B. Shawem, od kterého získal autorizaci na překlady jeho děl do češtiny.  Přeložil celkem 13 jeho her a 11 jich režíroval v Národním divadle, čímž založil tradici uvádění G. B. Shawa v českém divadle.
Přeložil a uvedl i hry Johna Millingtona Synge Ve stínu doliny (In the Shadow of the Glen, Smíchovské divadlo 1906, Národní divadlo 1907) a Jezdci k moři (Riders to the Sea, vyšlo jako bibliofilie v edici Josefa Floriana Dobré dílo).
Mušek kromě překladů divadelních her přispíval i do odborného tisku (např. Divadlo). 
Okolo roku 1919 postihl Muška záchvat mrtvice a částečně ochrnul na řeč. Zemřel v Praze v závěru roku 1924.

### Citát
| „                 | Karel Mušek byl herecké dítě, všechno příbuzenstvo tahalo se po vlastech s károu Thespidovou, on však záhy osiřel a vyrostl nepoznávaje rodinné pohody v pražském sirotčinci. K hereckému zaměstnání zavedla jej tradice rodová jistě mnohem víc než nezkrotná touha tvůrčí nebo božské posvěcení: školního vzdělání se mu valně nedostalo a záhy bylo nutno se něčeho chopit pro existenci. Kam jinam než k divadlu, kde dřív i teď několik Mušků bylo a kde i divadelní společnost Muškova byla jednou z nejznámějších? | “ |
| — Jaroslav Kvapil | |   |

### Pseudonymy
Vystupoval nebo psal rovněž pod pseudonymy: Karel Blažek, Konrád Blažek, L. Hošek a Václav Košek.

## Dílo

### Divadelní role, výběr
- 1891 F.F.Šamberk: Jedenácté přikázání, Ferdík, Národní divadlo, režie František Kolár
- 1896 William Shakespeare: Sen v noci svatojánské, Švihlík, Národní divadlo, režie Jakub Seifert
- 1900 Josef Šmaha: Jiný vzduch, Emil Viták, Národní divadlo, režie Josef Šmaha
- 1904 Josef Kajetán Tyl: Strakonický dudák, Švanda, Národní divadlo, režie Josef Šmaha
- 1907 William Shakespeare: Sen noci svatojánské, Klubko, Národní divadlo, režie Jaroslav Kvapil
- 1912 Molière: Misantrop, Dubois, Národní divadlo, režie Bohdan Kaminský
- 1916 Alois Jirásek: Lucerna, Klásek, Národní divadlo, režie Gustav Schmoranz
- 1921 Josef Kajetán Tyl: Paličova dcera, Aktuar Květný, Stavovské divadlo, režie Karel Želenský

### Divadelní režie, výběr
- 1907 John Millington Synge: Ve stínu doliny, Národní divadlo
- 1907 Oscar Wilde: Ideální manžel, Národní divadlo
- 1910 W. S. Maugham: Penelopa, Národní divadlo
- 1913 G. B. Shaw: Pygmalion, Národní divadlo (v titulní roli vystoupila Anna Sedláčková)
- 1916 J. K. Tyl: Pražský flamendr, Národní divadlo
- 1917 F. F. Šamberk: Jedenácté přikázání, Národní divadlo
- 1918 V. K. Klicpera: Veselohra na mostě, Národní divadlo
- 1918 G. B. Shaw: Mesaliance, Národní divadlo
- 1920 G. B. Shaw: Fanina první hra, Národní divadlo
- 1921 Josef Jiří Kolár: Pražský žid, Stavovské divadlo

### Překlady próza
- Cashel Byron, professionál: román – George Bernard Shaw. Praha: J. Otto, 1893
- Tři vánoční povídky – Charles Dickens. Praha: Jan Otto, 1902
- Anglie za Shakespeara – Edwin Goadby. Praha: J. Otto, 1902
- Náčrty: výbor povídek a črt – Washington Irving. Praha: J. Otto, 1904
- Na kávové burze – Brady Cyrus Townsend. 1912
- Vybrané novelly – John Galsworthy. Praha: J. Otto, 1915
- Devonská tragedie – John Galsworthy; in: 1000 nejkrásnějších novel... č. 81. Praha: J. R. Vilímek, 1915
- Drobnosti – George Bernard Shaw; přeložili Alfred Pflanzer a Karel Mušek. Praha: Družstevní práce, 1930–1933
- Láska mezi umělci: román – George Bernard Shaw; přeložili Alfred Pflanzer a Karel Mušek. Praha: Družstevní práce, 1932

### Překlady divadelních her
- Miss Hobbs: veselohra o čtyřech dějstvích – Jerome Klapka Jerome. 1902
- Nový clown: fraška o třech dějstvích – H. M. Paull. Praha: Máj, 1903
- Tyranství slz: veselohra o čtyřech dějstvích – Charles Haddon Chambers. 1903
- Schovanka: romantická komedie o čtyřech dějstvích – Madelaine Lucette Ryleyová. 1904
- Pekelník: hra o třech dějstvích – George Bernard Shaw. Praha: J. Otto, 1906
- Ve stínu doliny – John Millington Synge; z irštiny. Stará Říše: Dobré dílo, 1907
- Bezvýznamná žena: hra o čtveru dějstvích – rukopisná kopie. Oscar Wilde. 1908
- Velebníček: veselohra o pěti obrazech – J. M. Barrie. Praha: Mamert Knapp, 1908
- Pořádek v domě: hra o čtyřech dějstvích – Arthur Pinero. 1908
- Motýl: veselohra o čtyřech dějstvích – G. B. Shaw. 1908
- Neznámý: pošetilost, pozůstávající z prologu, hry a epilogu – J. K. Jerome; rukopisná kopie. 1909
- Moderní Aspasie – Henry Hamilton Fyfe. 1910
- Návrat marnotratného syna – St. John Hankin. 1911

- Androkles a lev: pohádková hra o třech dějstvích – G. B. Shaw; pracovní text hry, 1914
- Pygmalion: komedie o pěti dějstvích – G. B. Shaw. Praha. Zátiší, 1918
- Mesaliance – G. B. Shaw. Praha: Zátiší, 1919
- Tovární prázdniny: hra o třech dějstvích – Stanley Hougthon. Praha: Zora, 1920
- Fannina první hra – G. B. Shaw. Praha: B. M. Klika, 1921
- Zpět k Methusalemovi – G. B. Shaw; přeložili: Karel Mušek, Alfred Pflanzer. Praha: Družstevní práce, 1921
- Hrdina Západu: hra o třech dějstvích – J. M. Synge; z irštiny. Praha: Marta Florianová; Stará Říše: Stanislava Jílovská, 1921
- Studnice světců – J. M. Synge; z irštiny. Stará Říše: s. n., 1921
- Jezdci k moři – J. M. Synge; upravil a obrázky do dřeva vyryl Antonín Slavíček; z irštiny. Praha: B. M. Klika, 1921
- Válku a hrdinu – G. B. Shaw. Praha: Zátiší, 1923
- Lékař v rozpacích: hra o pěti dějstvích – G. B. Shaw; přeložili Karel Mušek a Emil Seeland; titulní kresba Zdeněk Kratochvíl. Praha: B. M. Klika, 1925
- Dům zlomených srdcí: fantasie po ruském způsobu na anglická themata o třech dějstvích – G. B. Shaw; přeložili Karel Mušek, Anna Pflanzerová a Klára Pražáková. Praha: Zátiší, 1926
- Živnost paní Warrenové: neutěšená hra o čtyřech dějstvích – G. B. Shaw; strojopisná kopie. 1926
- Major Barbora – G. B. Shaw; přeložili Karel Mušek, Miloslava Davidová a Aloys Skoumal. Praha: Družstevní práce, 1929
- Člověk nikdy neví – G. B. Shaw; přeložili Alfred Pflanzer a Karel Mušek. Praha: Družstevní práce, 1931
- Černá dáma sonetů – G. B. Shaw. Praha: Centrum, 1931
- Obrácení kapitána Brassbouda – G. B. Shaw; přeložili Vladimír Procházka a Karel Mušek: B. M. Klika, 1932
- Čokoládový hrdina: komedie o třech dějstvích – G. B. Shaw; úprava Václav Renč. Brno: Národní divadlo, 1947?
- Rodiče a děti: komedie o třech dějstvích – G. B. Shaw; upravil Ota Ornest. Praha: Dilia, 1953
- Jak lhal jejímu manželu: hra o jednom dějství – G. B. Shaw; přeložili A. Pflanzer a K. Mušek. Praha: DISK, 1967
- Caesar a Kleopatra: historická komedie o 5 dějstvích – G. B. Shaw. Praha: Dilia
- Carevna bolševiků – G. B. Shaw
- Penelopa – William Somerset Maugham
- Zdi Jericha – Alfred Sutro

### Jiné
- Anglická divadla – in: Zvon týdenník belletristický a literární: majetek družstva spisovatelského. 1903, č. 13–14
- Na Staffu a Jonu – in: Zvon... 1904, č. 30–31
- V zapadlém kraji: črty z Erina, ostrova hoře – in: Zvon... 1907, č. 23, 24, 25
- Edmund Dean, slavný herec anglický – in: Zvon... 1909, č. 40, 41, 42
- The Tragedy of Albertus Wallenstein... in: Zvon... 28. 1. 1910, s. 266
- Královské české Zemské a Národní divadlo v Praze: obrazový almanach 1912 – uspořádali: Karel Hašler a Emil Pollert; předmluva Karel Mušek. Praha: Václav Neubert, 1912